# 159-й меридіан східної довготи
159-й меридіан східної довготи — лінія довготи, що лежить на 159 градусів східніше Гринвіцького меридіана. Вона проходить від Північного полюса через Північний Льодовитий океан, Азію, Тихий океан, Австралазію, Південний океан та Антарктиду до Південного полюса.
159-й меридіан східної довготи формує велике коло разом із 21-шим меридіаном західної довготи.

## Список географічних об'єктів, що перетинає 159° сх. д.
Починаючи на Північному полюсі та рухаючись до Південного полюса, 159-й меридіан східної довготи проходить через:
| Координати                                                   | Країна, територія або море | Примітки                                                                                       |
| ------------------------------------------------------------ | -------------------------- | ---------------------------------------------------------------------------------------------- |
| 90°0′ пн. ш. 159°0′ сх. д. / 90.000° пн. ш. 159.000° сх. д.  | Північний Льодовитий океан |                                                                                                |
| 76°35′ пн. ш. 159°0′ сх. д. / 76.583° пн. ш. 159.000° сх. д. | Східносибірське море       |                                                                                                |
| 70°52′ пн. ш. 159°0′ сх. д. / 70.867° пн. ш. 159.000° сх. д. | Росія                      |                                                                                                |
| 61°54′ пн. ш. 159°0′ сх. д. / 61.900° пн. ш. 159.000° сх. д. | Охотське море              | Затока Шеліхова                                                                                |
| 58°24′ пн. ш. 159°0′ сх. д. / 58.400° пн. ш. 159.000° сх. д. | Росія                      | Проходить через Камчатський півострів                                                          |
| 53°4′ пн. ш. 159°0′ сх. д. / 53.067° пн. ш. 159.000° сх. д.  | Тихий океан                |                                                                                                |
| 7°50′ пд. ш. 159°0′ сх. д. / 7.833° пд. ш. 159.000° сх. д.   | Соломонові Острови         | Проходить через острів Санта-Ісабель                                                           |
| 8°4′ пд. ш. 159°0′ сх. д. / 8.067° пд. ш. 159.000° сх. д.    | Протока Нью-Джорджія[en]   | Прроходить західніше островів Рассела, Соломонові Острови                                      |
| 9°4′ пд. ш. 159°0′ сх. д. / 9.067° пд. ш. 159.000° сх. д.    | Соломонове море            |                                                                                                |
| 11°50′ пд. ш. 159°0′ сх. д. / 11.833° пд. ш. 159.000° сх. д. | Коралове море              | Проходить східніше островів Честерфілд, Нова Каледонія                                         |
| 29°55′ пд. ш. 159°0′ сх. д. / 29.917° пд. ш. 159.000° сх. д. | Тихий океан                | Проходить західніше острова Лорд-Гав, Австралія Проходить східніше острова Маккуорі, Австралія |
| 60°0′ пд. ш. 159°0′ сх. д. / 60.000° пд. ш. 159.000° сх. д.  | Південний океан            |                                                                                                |
| 69°22′ пд. ш. 159°0′ сх. д. / 69.367° пд. ш. 159.000° сх. д. | Антарктида                 | Проходить через Австралійську антарктичну територію (претендує Австралія)                      |